# MRS-1706
MRS-1706 je selektivni inverzni agonist adenozinskog A2B receptora. On inhibira otpuštanje interleukina i ima antiinflamatorno dejstvo.